# Principio de compensación
El principio de compensación, también llamado "criterio de compensación" es un principio que trata de responder a la cuestión de si los ganadores en un determinado cambio pueden compensar a los perdedores y además mejorar a la economía. La compensación permite adoptar una decisión económica cuyo valor en términos de aumento de renta nacional es superior a la que se habría producido si no hubiera compensación. El principio equivale a una redistribución de la renta. 
Es utilizado para tomar decisiones unánimes relacionados con proyectos, inversiones o decisiones públicas que producen beneficios sociales a la comunidad. En cualquier proyecto existen personas a favor y en contra. El principio o criterio de compensación es independiente de conceptos relacionados con la eficiencia o el equilibrio competitivo.